# Tudor Baltă
Tudor Baltă (n. 17 septembrie 1950) este un fost deputat român în legislatura 2000-2004, ales în județul Constanța pe listele partidului PSD. În perioada 1991-1992, a fost primar al Constanței din partea FSN.